# Формула Аусландера — Бухсбаума
В комутативній алгебрі Формула Аусландера — Бухсбаума пов'язує поняття глибини і проективної розмірності скінченнопороджених модулів над локальними нетеровими кільцями. Формула доведена американськими математиками Морісом Аусландером і Девідом Бухсбаумом у 1957 році.  

## Твердження
Нехай R — комутативне локальне нетерове кільце і M — ненульовий скінченнопороджений R-модуль із скінченною проективною розмірністю. Тоді
{\displaystyle \mathrm {pd} _{R}M+\mathrm {depth} \ M=\mathrm {depth} \ R.}
де pd позначає проективну розмірність модуля і depth — глибину кільця і модуля.

## Доведення

### Лема 1
Нехай R — локальне кільце і M — скінченнопороджений R-модуль. Якщо максимальний ідеал {\displaystyle {\mathfrak {m}}\in \operatorname {Ass} (R)} (еквівалентно всі елементи максимального ідеалу є дільниками нуля), то  {\displaystyle \operatorname {pd} _{R}M=0} або {\displaystyle \operatorname {pd} _{R}M=\infty .}

#### Доведення
Припустимо {\displaystyle \operatorname {pd} _{R}M=n>0.} Якщо {\displaystyle n<\infty } то можна знайти R-модуль M для якого {\displaystyle \operatorname {pd} _{R}M=1.} Для цього потрібно побудувати частину проективної резольвенти
{\displaystyle E_{n-2}\rightarrow \cdots \rightarrow E_{2}\rightarrow E_{1}\rightarrow E_{0}{\overset {\varepsilon }{\longrightarrow }}M\rightarrow 0}
після чого побудувати вільний модуль F породжений елементами модуля {\displaystyle E_{n-2}.} Ядро природного відображення {\displaystyle F\to E_{n-2}} буде мати проективну розмірність 1 згідно властивостей проективних розмірностей.
Тому можна вважати, що {\displaystyle \operatorname {pd} _{R}M=1.} Нехай {\displaystyle x_{1},...,x_{t}} — мінімальна породжуюча множина для M. Тоді M є факторкільцем вільного модуля F з базисом {\displaystyle x_{1},...,x_{t}} і ядром K. Таким чином одержана коротка точна послідовність{\displaystyle :0\to K\to F\to M\to 0,}
Також  {\displaystyle K\subset {\mathfrak {m}}F.} Справді довільний елемент K можна записати як {\displaystyle \sum _{i=1}^{t}a_{i}x_{i},} де {\displaystyle a_{i}\in R.} При відображенні в M ця сума є рівною 0. Якщо якийсь з елементів {\displaystyle a_{i}} не належить {\displaystyle {\mathfrak {m}},} то він є оборотним і у модулі M елемент {\displaystyle x_{i}} є R-лінійною комбінацією інших породжуючих елементів, що суперечить мінімальності породжуючої множини. Тож {\displaystyle K\subset {\mathfrak {m}}F.}
Оскільки {\displaystyle \operatorname {pd} _{R}M=1,} то K є проективним модулем, а як скінченнопороджений модуль над локальним кільцем то також і вільним R-модулем. Оскільки {\displaystyle {\mathfrak {m}}\in \operatorname {Ass} (R),} то {\displaystyle {\mathfrak {m}}} є анулятором деякого елемента {\displaystyle 0\neq a\in R.} Оскільки {\displaystyle K\subset {\mathfrak {m}}F,} то {\displaystyle aK=0,} а оскільки {\displaystyle 0\neq a} це суперечить тому, що K є вільним R-модулем.

### Лема 2
Нехай R локальне кільце, {\displaystyle a\in R} — необоротний елемент, що не є дільником нуля у R. Позначимо {\displaystyle R^{*}=R/(a).} Нехай M — скінченнопороджений R-модуль скінченної проективної розмірності для якого a не є дільником нуля. Тоді {\displaystyle \operatorname {pd} _{R}M=\operatorname {pd} _{R^{*}}M/aM.}

#### Доведення
Доведення індукцією по {\displaystyle n=\operatorname {pd} _{R}M.} Якщо n = 0, M є вільним модулем (як скінченнопороджений проективний модуль над локальним кільцем), тобто є прямою сумою копій R. Тоді M/aM є прямою сумою копій {\displaystyle R^{*},} тобто є вільним {\displaystyle R^{*}}-модулем. 
Припустимо n > 0 і розглянемо точну послідовність {\displaystyle 0\to K\to F\to M\to 0} де F — вільний модуль. Оскільки a не є дільником нуля у M, звідси одержується точна послідовність {\displaystyle R^{*}}-модулів
{\displaystyle 0\to K/aK\to F/aF\to M/aM\to 0.\quad (*)}
Якщо M/aM є вільним {\displaystyle R^{*}}-модулем, то M є вільним R-модулем. Справді, нехай {\displaystyle y_{1}...,y_{n}} є базою M/aM як {\displaystyle R^{*}}-модуля. Нехай {\displaystyle x_{1},...x_{n}} є прообразами цих елементів щодо відображення {\displaystyle M\to M/aM.} Згідно леми Накаями, {\displaystyle x_{1},...x_{n}} є породжуючою множиною M. 
Для доведення того, що {\displaystyle x_{1},...x_{n}} є лінійно незалежними над R, розглянемо лінійне рівняння {\displaystyle \sum _{i=1}^{n}\lambda _{i}x_{i}=0,\ \lambda _{i}\in R.} Тоді також {\displaystyle \sum _{i=1}^{n}{\bar {\lambda }}_{i}y_{i}=0,\ } у M/aM і тому {\displaystyle {\bar {\lambda }}_{i}=0\ (1\leqslant i\leqslant n).} Тому можна записати {\displaystyle \lambda _{i}=\mu _{i}a\ (1\leqslant i\leqslant n)} і{\displaystyle \sum \mu _{i}ax_{i}=0} і з того, що a не є дільником нуля у M, також {\displaystyle \sum \mu _{i}ax_{i}=0.} За тими ж аргументами, що й вище, a ділить кожен {\displaystyle \mu _{i}} тож якщо взяти {\displaystyle \mu _{i}=\nu _{i}a,} то {\displaystyle \sum \nu _{i}x_{i}=0.} Таким чином для кожного i одержується послідовність ідеалів кільця R, {\displaystyle (\lambda _{i})\subset (\mu _{i})\subset (\nu _{i})\subset \ldots .} Оскільки R є нетеровим кільцем, ця послідовність зрештою стабілізується для кожного i.  
Тому можна вважати, що 
{\displaystyle (\lambda _{i})=(\mu _{i})} для кожного i. Тоді {\displaystyle \mu _{i}=\sigma _{i}\lambda _{i},\ \sigma _{i}\in R} і оскільки {\displaystyle \lambda _{i}=\mu _{i}a,} то {\displaystyle \mu _{i}(1-\sigma _{i}a)=0.} Оскільки  {\displaystyle a\in {\mathfrak {m}},} то {\displaystyle (1-\sigma _{i}a)} є оборотним елементом і всі {\displaystyle \mu _{i}=0} і тому всі {\displaystyle \lambda _{i}=0,} тобто {\displaystyle x_{1},...x_{n}} є лінійно незалежними над R. 
Також {\displaystyle \operatorname {pd} _{R}K=n-1<\infty } і за припущенням індукції {\displaystyle \operatorname {pd} _{R^{*}}K/aK=n-1.} Із цього і точної послідовності (*) випливає {\displaystyle \operatorname {pd} _{R^{*}}M/aM=n=\operatorname {pd} _{R}M.}

### Доведення формули Аусландера — Бухсбаума
Доведення теореми здійснюється індукцією по {\displaystyle \mathrm {depth} (M).} Припустимо {\displaystyle \mathrm {depth} \ M=0.} У цьому випадку результат доводиться індукцією по {\displaystyle \mathrm {depth} \ R.} Якщо {\displaystyle \mathrm {depth} \ R=0} то всі елементи максимального ідеалу {\displaystyle {\mathfrak {m}}} є дільниками нуля і тому {\displaystyle {\mathfrak {m}}\in \operatorname {Ass} (R)} і, згідно леми 1, {\displaystyle \operatorname {pd} _{R}M=0} і формула є вірною. 
Припустимо {\displaystyle \mathrm {depth} R>0.} Також можна вважати {\displaystyle \operatorname {pd} _{R}M>0}, оскільки якщо {\displaystyle \operatorname {pd} _{R}M=0,} то M є вільним модулем (як скінченнопороджений проективний модуль над локальним кільцем) і тоді {\displaystyle \mathrm {depth} M=\mathrm {depth} R} і формула є вірною. 
З того, що {\displaystyle \mathrm {depth} (M)=0,} випливає, що {\displaystyle {\mathfrak {m}}\in \operatorname {Ass} (M)} і тому існує елемент {\displaystyle y\in M,\ y\neq 0} для якого {\displaystyle {\mathfrak {m}}y=0.} 
Візьмемо точну послідовність R-модулів
{\displaystyle 0\to K\to F{\overset {\phi }{\longrightarrow }}M\to 0,}
де F — вільний модуль і елемент {\displaystyle x\in F} для якого {\displaystyle \phi (x)=y.} Тоді {\displaystyle x\not \in K} і {\displaystyle {\mathfrak {m}}x\subset K.} Оскільки {\displaystyle \mathrm {depth} R>0,} можна вибрати {\displaystyle a\in {\mathfrak {m}},} що не є дільником нуля у R. Модуль F є вільним, тож a також не є дільником нуля у F і K. Якщо позначити {\displaystyle R^{*}==R/(a)} і {\displaystyle {\mathfrak {m}}^{*}={\mathfrak {m}}/(a),} то {\displaystyle {\mathfrak {m}}^{*}\in \operatorname {Ass} (K/aK)} бо {\displaystyle {\mathfrak {m}}^{*}} є анулятором ненульового елемента {\displaystyle ax+aK\in K/aK.} Звідси {\displaystyle \mathrm {depth} _{R^{*}}(K/aK)=0.} Оскільки {\displaystyle \operatorname {pd} _{R}K=\operatorname {pd} _{R}M-1<\infty ,} з леми 2, випливає, що {\displaystyle \operatorname {pd} _{R^{*}}(K/aK)=\operatorname {pd} _{R}K<\infty .}
З того, що {\displaystyle \mathrm {depth} \ R^{*}=\mathrm {depth} \ R-1} формула одержується індукцією по {\displaystyle R^{*}.} Модуль K/aK є скінченнопородженим ненульовим модулем над {\displaystyle R^{*}} нульової глибини, то {\displaystyle \operatorname {pd} _{R^{*}}(K/aK)=\mathrm {depth} \ R^{*}.} Але {\displaystyle \operatorname {pd} _{R^{*}}(K/aK)=\operatorname {pd} _{R}K=\operatorname {pd} _{R}M-1.} Тому {\displaystyle \operatorname {pd} _{R}M=\mathrm {depth} \ R,} що завершує доведення у випадку {\displaystyle \mathrm {depth} \ M=0.}
Припустимо тепер, що {\displaystyle \mathrm {depth} \ (M)>0.} Можна також вважати, що {\displaystyle \mathrm {depth} \ R>0}  оскільки в іншому випадку  {\displaystyle {\mathfrak {m}}\in \operatorname {Ass} (R)} і згідно леми 1 {\displaystyle \operatorname {pd} _{R}M=0,} тобто M є вільним модулем і {\displaystyle \mathrm {depth} \ M=\mathrm {depth} \ R.} 
Оскільки {\displaystyle {\mathfrak {m}}} не є асоційованим простим ідеалом ні для M ні для R то він не є підмножиною жодного з цих простих ідеалів і відповідно не є підмножиною їх об'єднання. Тому існує елемент {\displaystyle a\in {\mathfrak {m}},} який не є дільником нуля ні для R ні для M. Тоді {\displaystyle \mathrm {depth} _{R/(a)}M/aM=\mathrm {depth} \ M-1} і за індукцією {\displaystyle \operatorname {pd} _{R}M/aM+\mathrm {depth} _{R/(a)}M/aM=\mathrm {depth} \ R/(a).} Згідно леми 2, {\displaystyle \operatorname {pd} _{R/(a)}M/aM=\operatorname {pd} _{R}M} і тому {\displaystyle \operatorname {pd} _{R}M+\mathrm {depth} _{R}M=1+\mathrm {depth} \ R/(a)=\mathrm {depth} R.}

## Застосування
З формули Аусландера — Бухсбаума випливає що локальне Нетерове кільце є регулярним якщо і тільки якщо воно має скінченну глобальну розмірність. Звідси випливає, що локалізація регулярного локального кільця теж є регулярним локальним кільцем.
Якщо A є локальною скінченнопородженою R-алгеброю над регулярним локальним кільцем R, тоді з формули Аусландера — Бухсбаума випливає що A є кільцем Коена — Маколея якщо і тільки якщо, pdRA = codimRA.